# 카마스
카마스(영어: KAMAZ-Kamskiy Avtomobilny Zavod)는 1969년 설립된 러시아의 자동차 기업으로 주로 트럭이나 군용차량을 제조한다.

## 개요
소비에트 연방 시절에 설립된 자동차 제조 기업으로 이 회사의 사명은 카마 자동차 공장(러시아어: Камский автомобильный завод)이란 명칭에서 유래 되었다. 당시 캄AZ(러시아어: КамАЗ)란 사명으로 표기 되었다. 이 회사의 본사는 타타르 공화국 나베레즈니예첼니에 위치해 있다.
독립 국가 연합의 최대 상용차 제조 기업으로 동유럽을 비롯해 중화인민공화국, 중동, 북아프리카에 수출되고 있다. 또한 세네갈의 수도 다카르에서 열린 자동차 경주 대회에서 7번 우승했다. 연간 생산 대수는 93,600대로 하루에 260대를 생산하고 있다.

## 생산 차량

### 트럭
- KAMAZ 6520 6x4 덤프 트럭 & 6x4 클래스 트럭
- KAMAZ 6540 8x4 덤프 트럭 & 8x4 클래스 트럭
- KAMAZ 6522 6x6 덤프 트럭 & 6x6 클래스 트럭
- KAMAZ 55111 6x4 덤프 트럭 & 6x4 클래스 트럭
- KAMAZ 65115 6x4 덤프 트럭 & 6x4 클래스 트럭
- KAMAZ 65111 6x6 덤프 트럭
- KAMAZ 53605 4x2 덤프 트럭
- KAMAZ 43253 4x2 사이드 트럭 & 4x2 클래스 트럭
- KAMAZ 43118 6x6 사이드 트럭 & 6x6 클래스 트럭
- KAMAZ 43114 6x6 사이드 트럭 & 6x6 클래스 트럭
- KAMAZ 65117 6x4 사이드 트럭 & 6x4 클래스 트럭
- KAMAZ 53215 6x4 사이드 트럭 & 6x4 클래스 트럭
- KAMAZ 4326 4x4 사이드 트럭 & 4x4 클래스 트럭
- KAMAZ 4911 4x2 스포츠 트럭
- KAMAZ 4308 4x2 중대형 트럭 & 4x2 클래스 트럭
- KAMAZ 53205 6x4 클래스 트럭
- KAMAZ 53229 6x4 클래스 트럭
- KAMAZ 53228 6x4 클래스 트럭
- KAMAZ 54115 6x4 원동기
- KAMAZ 5460 4x2 원동기
- KAMAZ 65116 6x4 원동기
- KAMAZ 6460

### 원동기
- KAMAZ 44108 6x6 원동기
- KAMAZ 65225 6x6 원동기
- KAMAZ 65226 6x6 원동기

### 기타 차종
- KAMAZ 4310 6x6 원동기 & 6x6 클래스 트럭
- KAMAZ 43269
- KAMAZ 바라한 4x4 다목적 상용차

## 사진

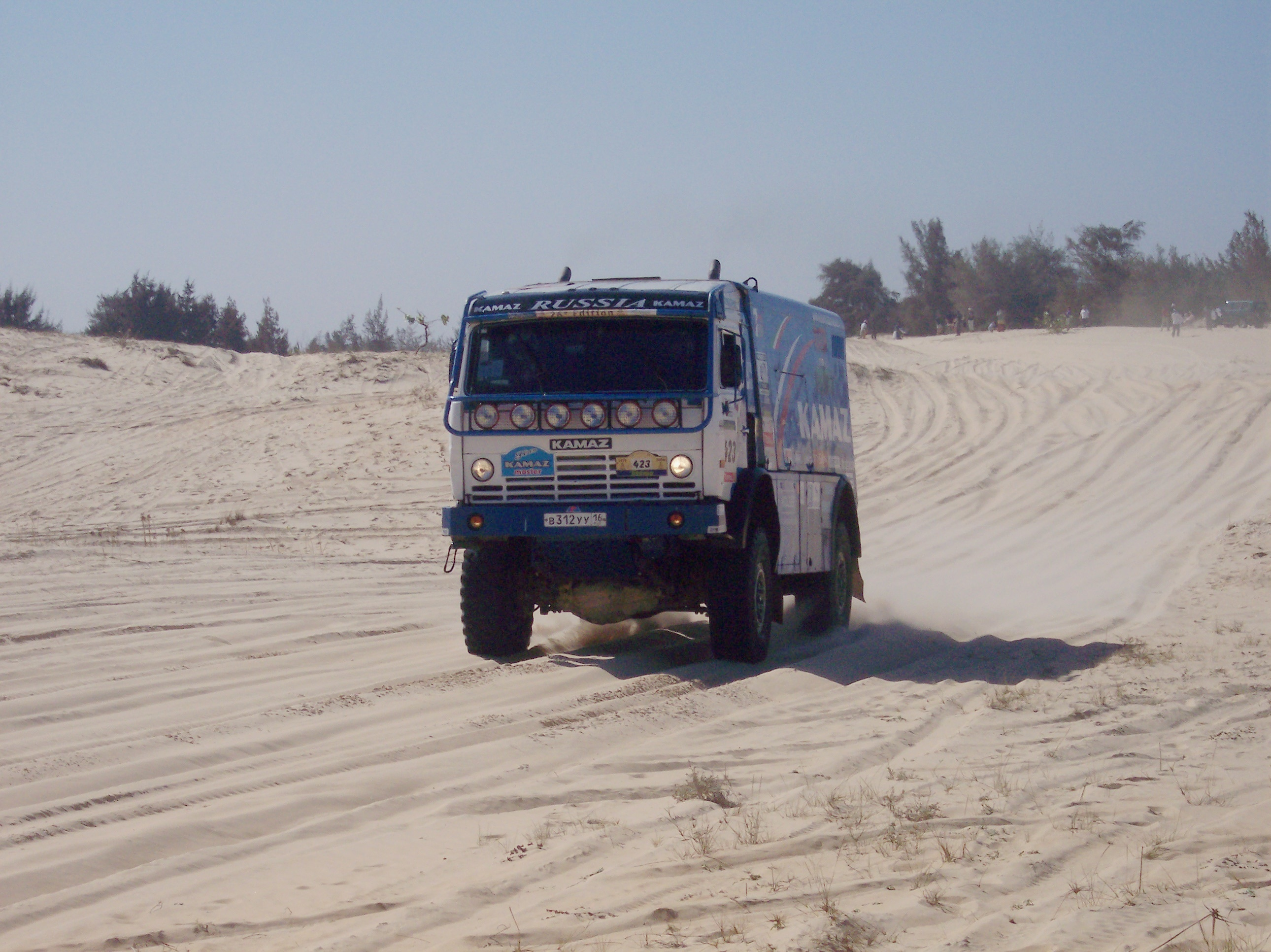
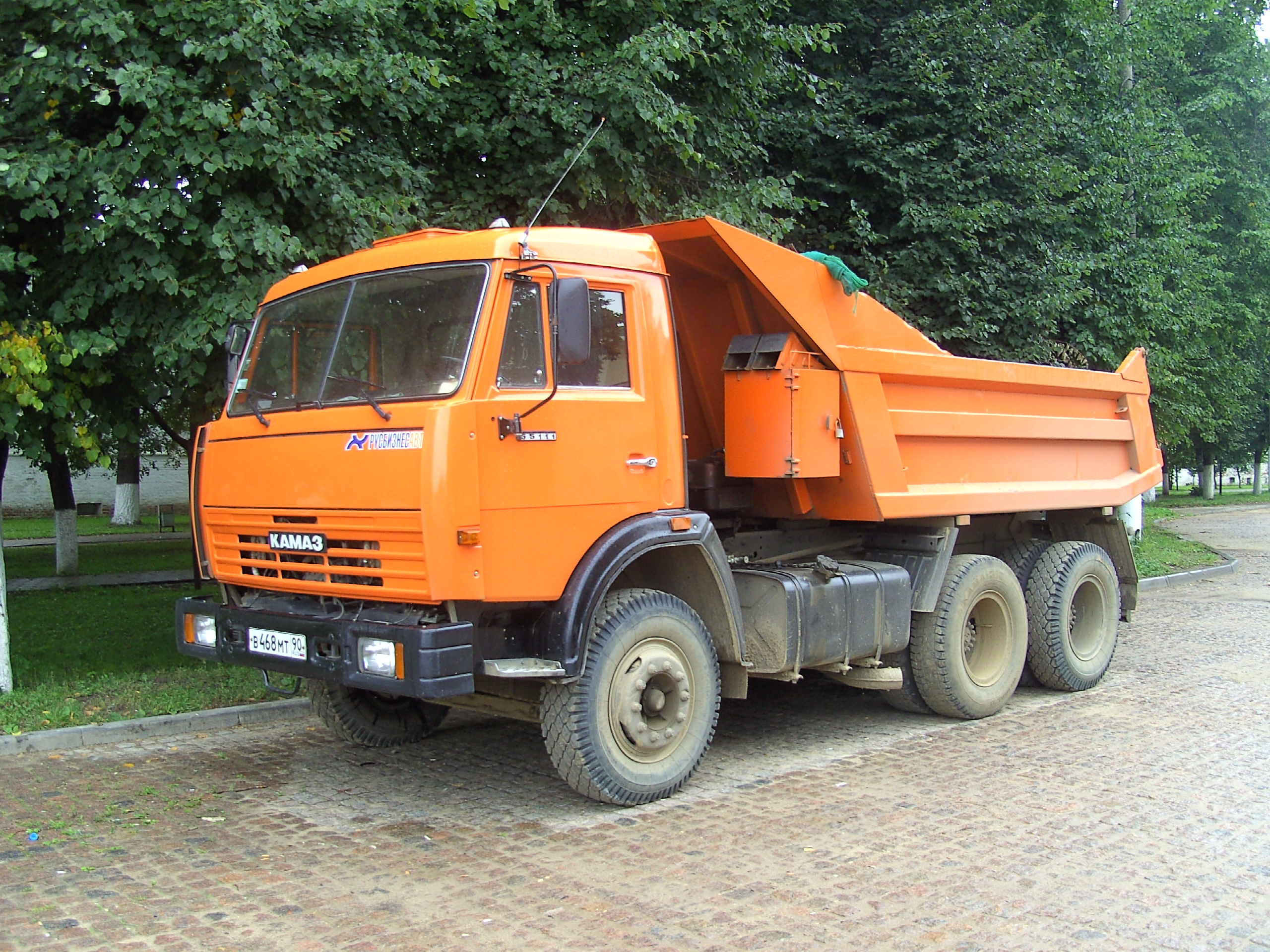
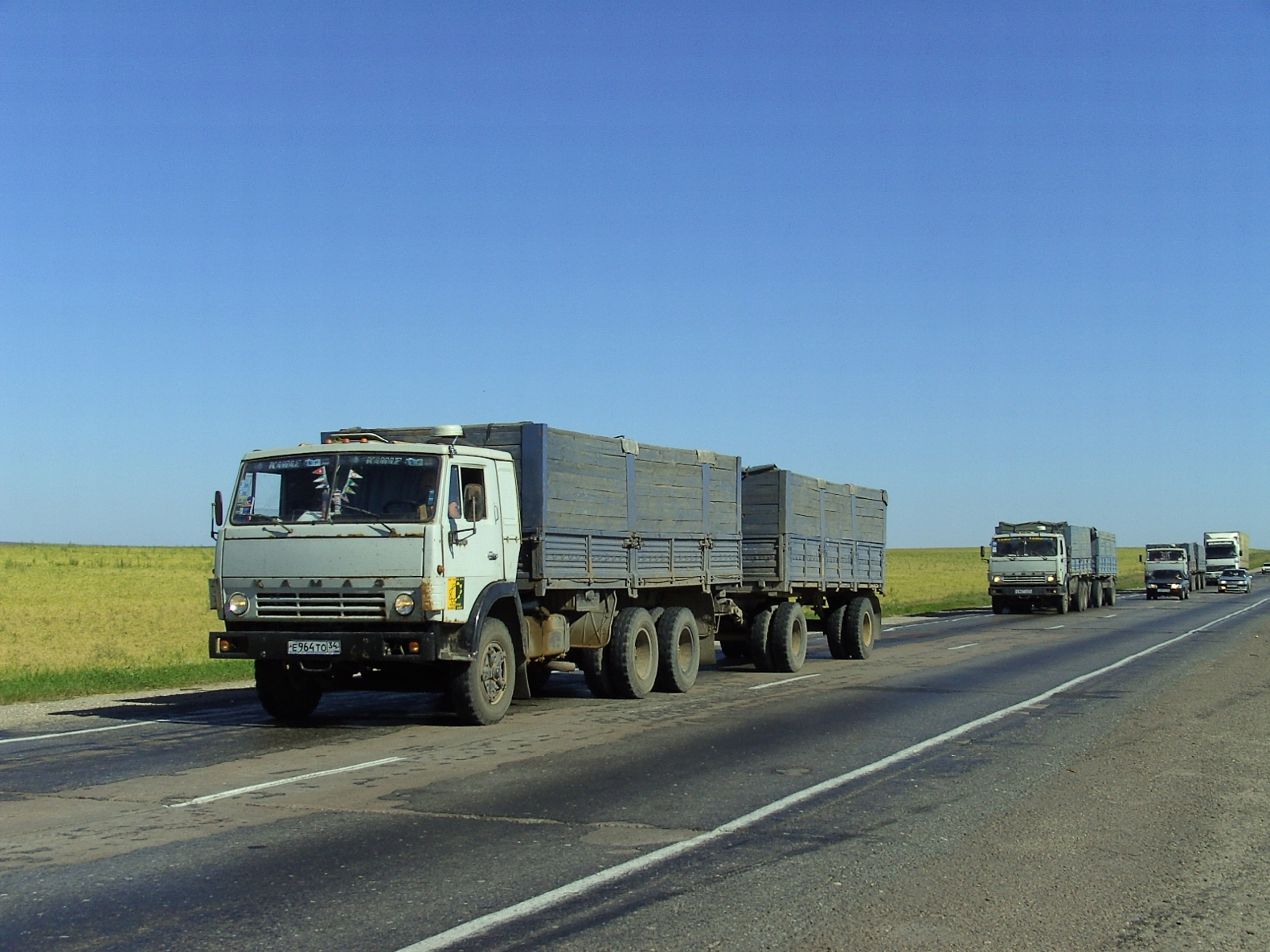
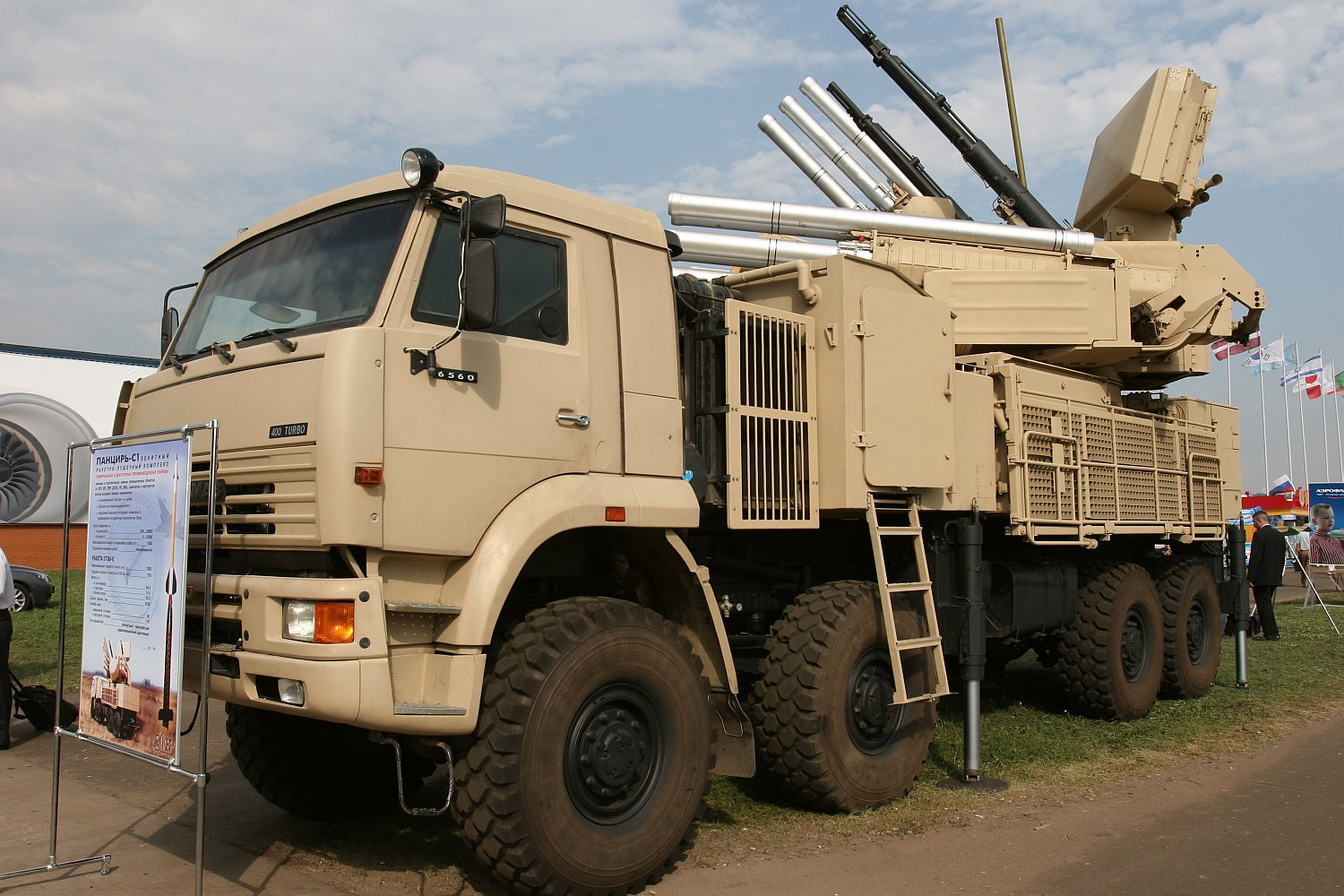
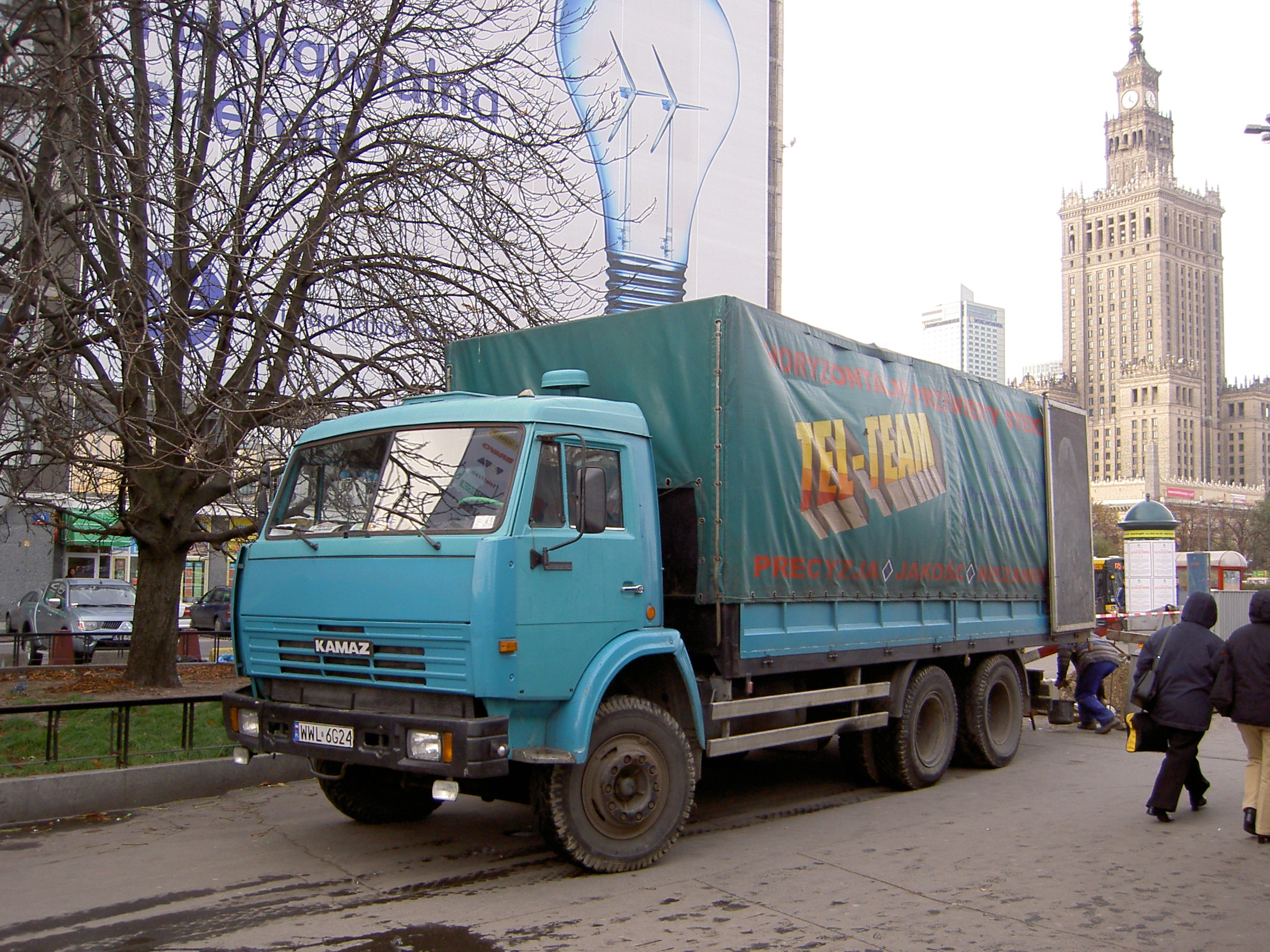
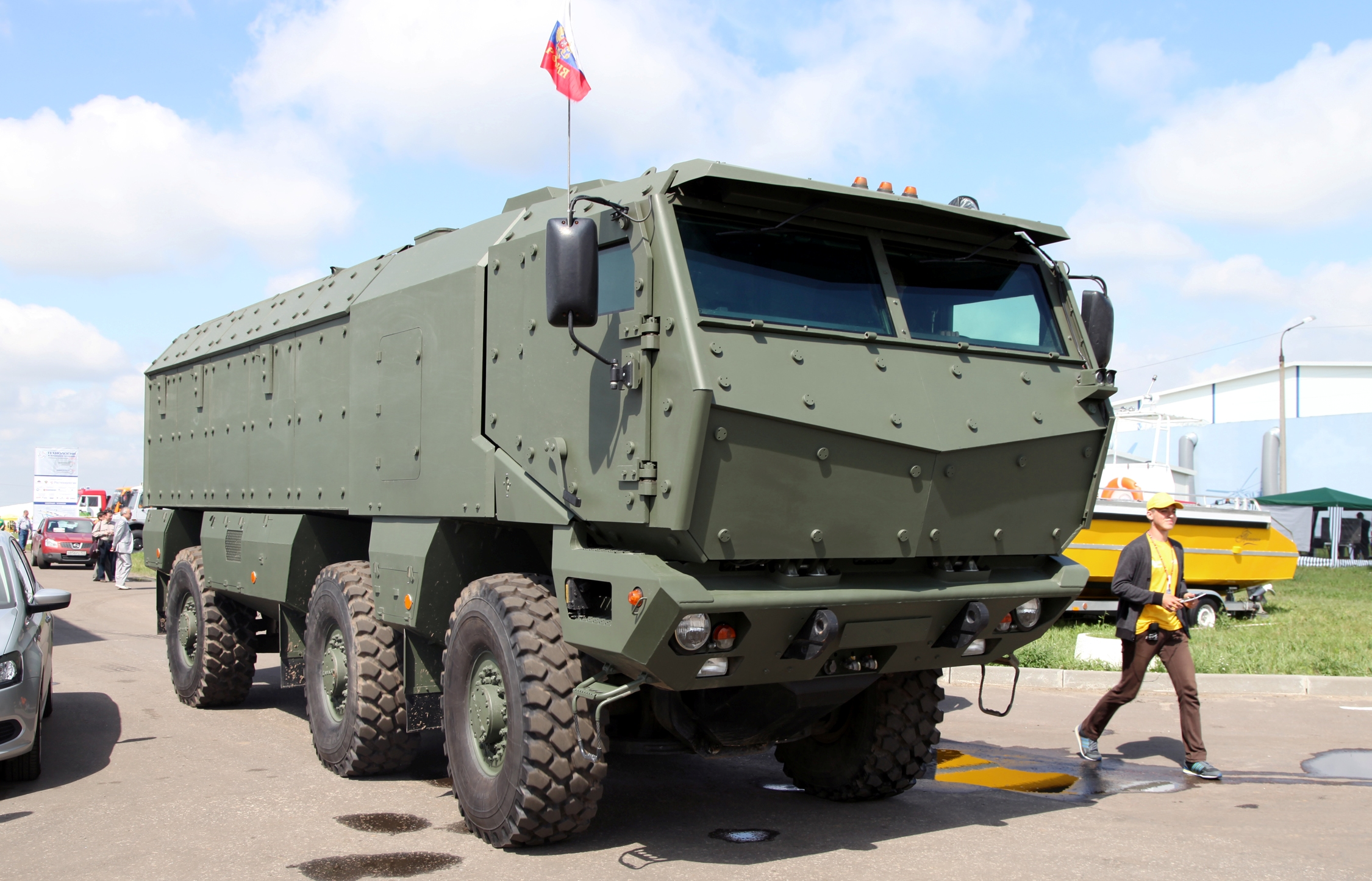
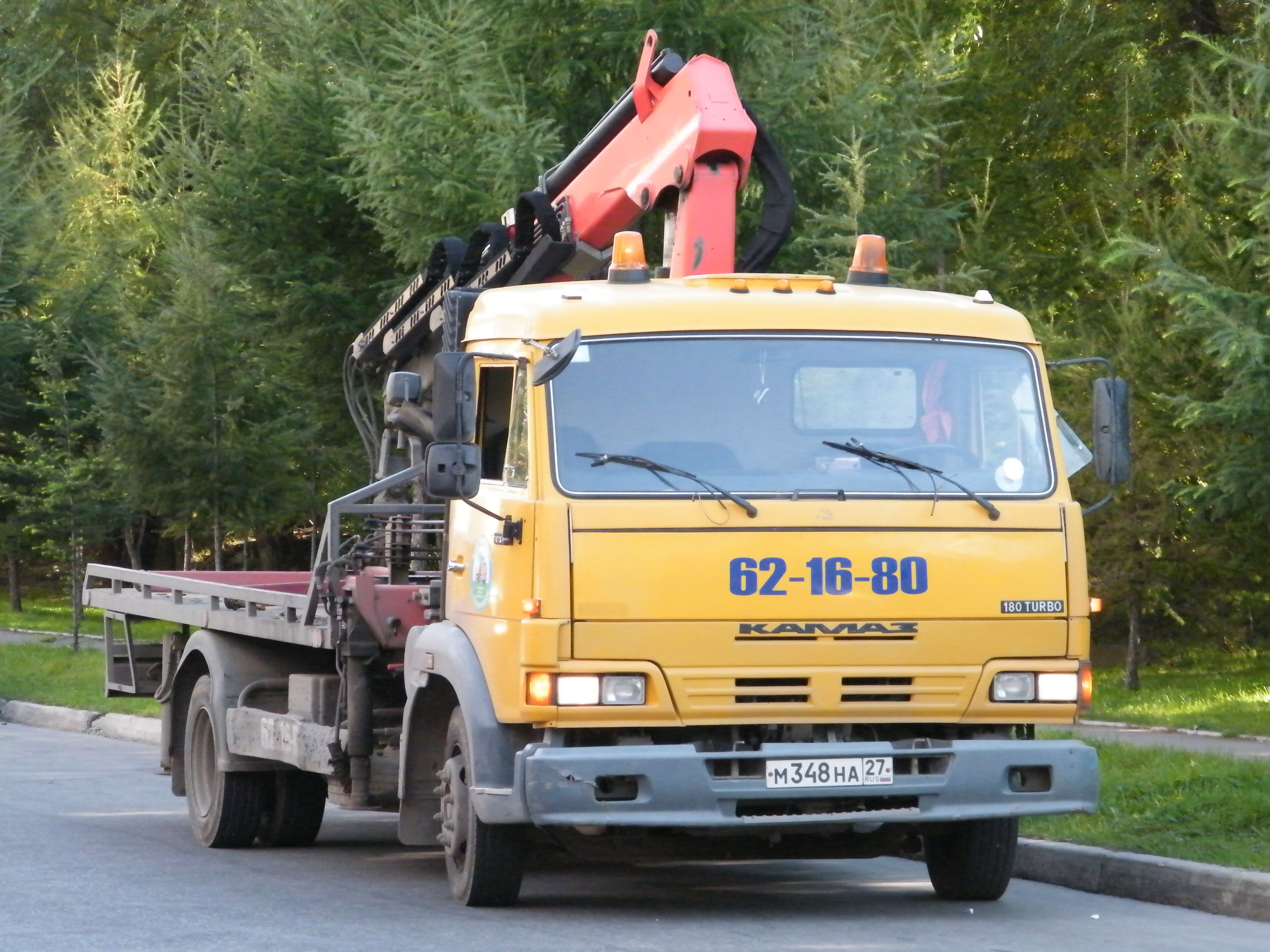
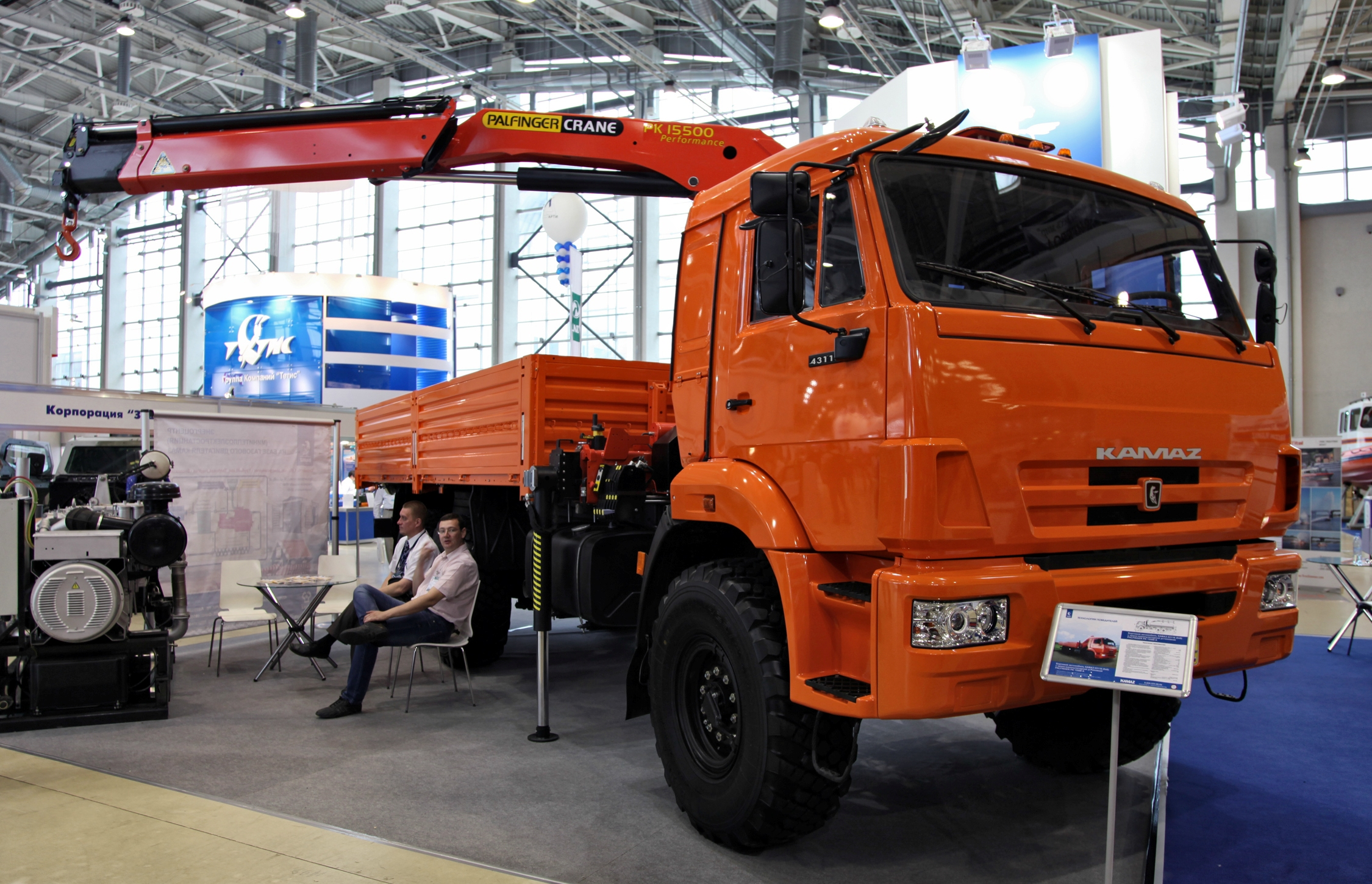
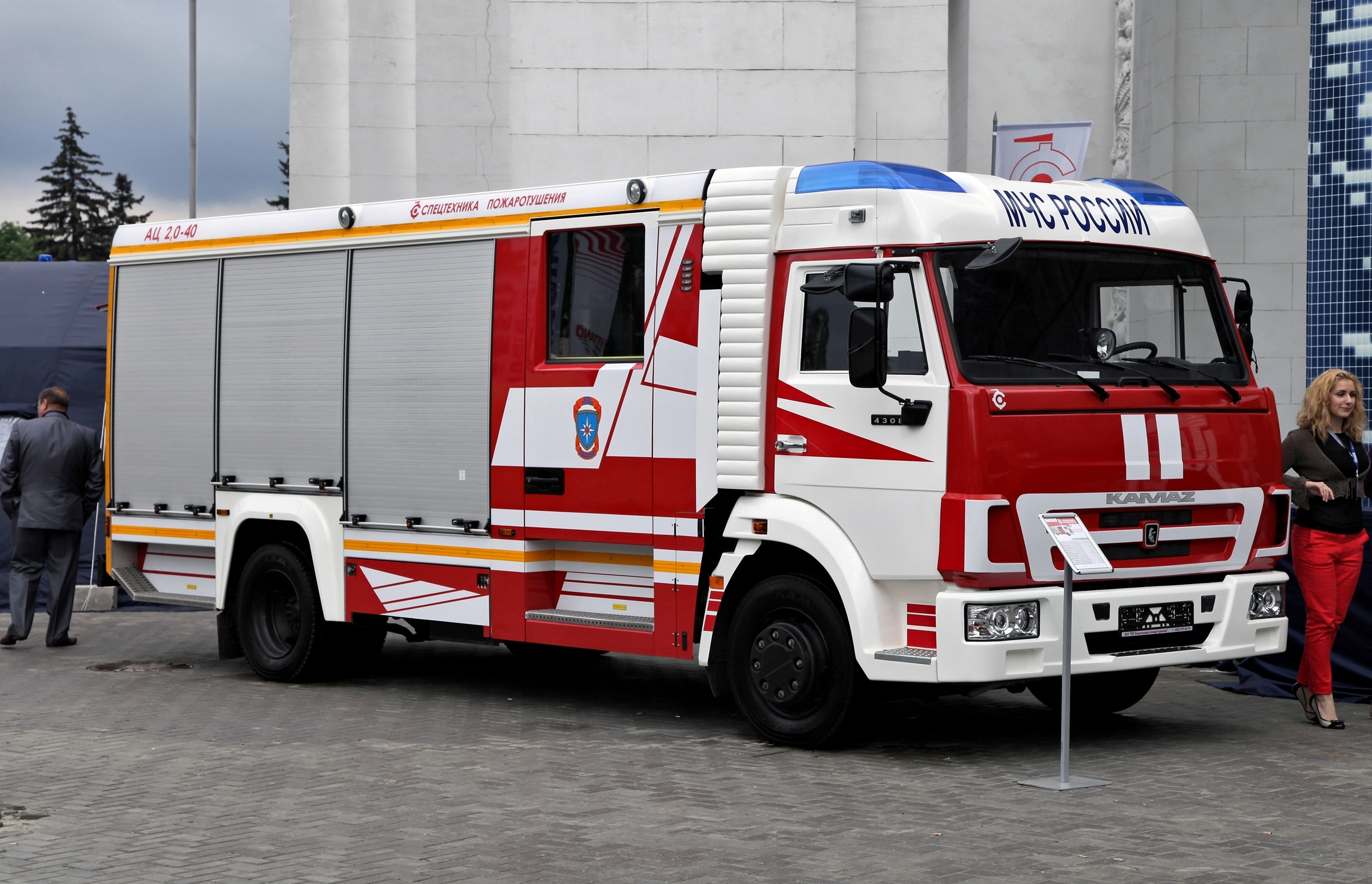
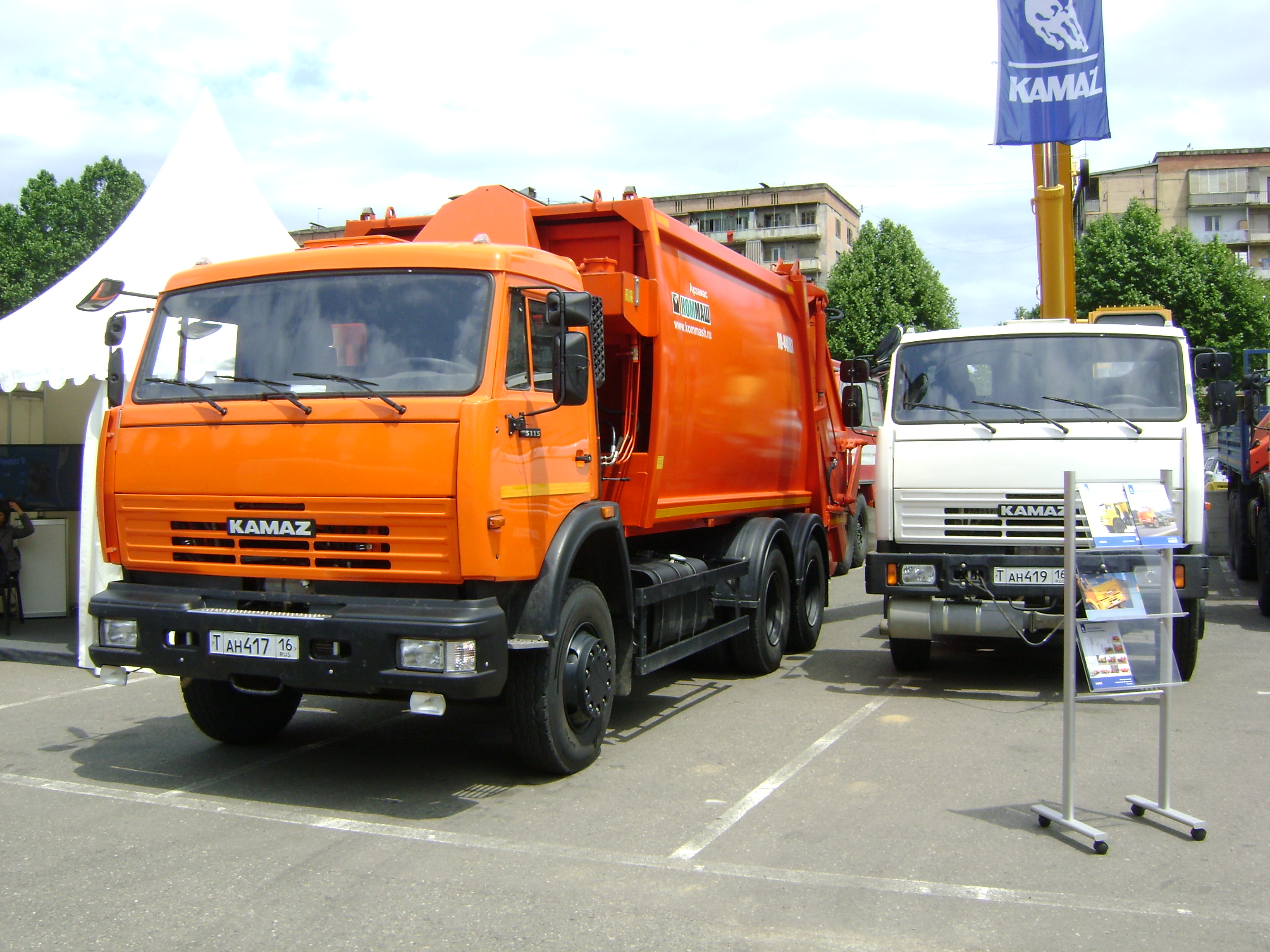
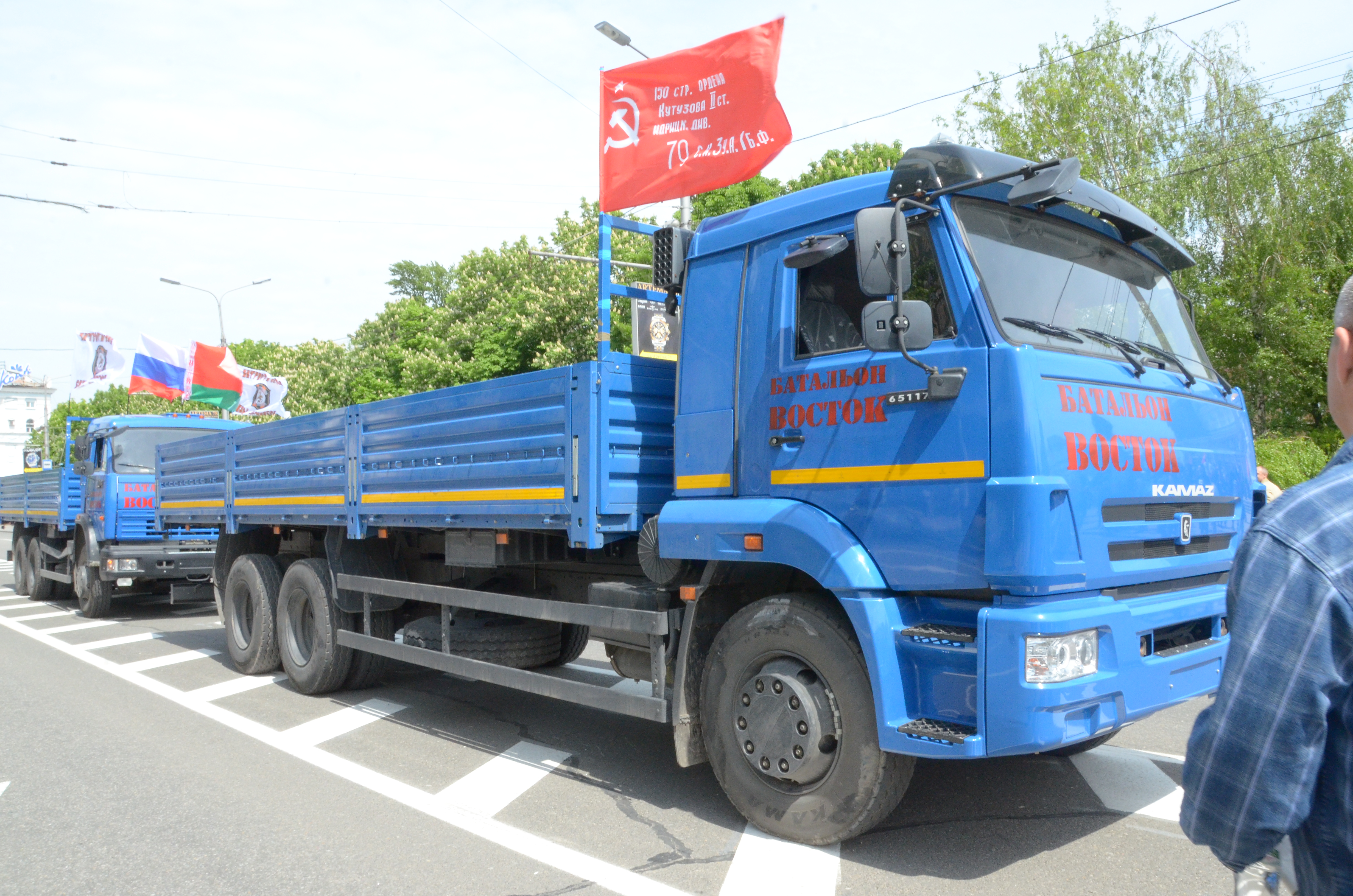

## 단종 차량
- KAMAZ 5410 6x4 원동기
- KAMAZ 54112 6x4 원동기